# Apagão (quadrinhos)
Apagão é uma série em quadrinhos criada por Raphael Fernandes.

## Apagão: Fruto Proibido
Apagão: Fruto Proibido foi criado por Raphael Fernandes, Abel e Fabi Marques. O livro foi selecionado pelo ProAc de 2019 e publicado pela editora Draco em 2020. O livro traz a história das namoradas Heloísa e Derby, que precisam enfrentar os desafios de um mundo pós-apocalíptico para salvar uma jovem grávida.

## Prêmios e indicações
Em 2021, Apagão: Fruto Proibido ganhou o Prêmio Angelo Agostini de melhor lançamento e de melhor colorista (para Fabi Marques).